# Pavlovce nad Uhom
Pavlovce nad Uhom (maďarsky Pálóc) jsou obec na Slovensku v okrese Michalovce.

## Polohopis
Obec Pavlovce nad Uhom je situována ve východní části Východoslovenské nížiny, v nadmořské výšce 108 m n. m., v blízkosti hranice s Ukrajinou. Za Uherska byla obec součástí Užské župy a byla sídlem slúžnovského okresu. V roce 1960 došlo ke spojení vlastních Pavlovců nad Uhom a osady Ťahyňa, čímž vznikla současná podoba obce. Vesnice leží od hlavního města Bratislavy 506 km, krajského města Košice 81,7 km a okresního města Michalovce 21,6 km, sousedí s devíti obcemi: Bajany, Stretava, Senné, Stretavka, Vysoká nad Uhom, Maťovské Vojkovce, Čierne Pole, Krišovská Liesková a Veľké Kapušany.

## Přírodní podmínky

### Geologie a geomorfologie
Pavlovce geomorfologicky patří do celku Východoslovenská rovina a podcelků Kapušianske pláňavy, Senianska mokraď. Země sestávající převážně z rovin a niv vznikla postupným zanášením jílovitými a hlinito-písčitými sedimenty, pozůstatky starých říčních ramen a meandrujících toků z období holocénu.
Geologická stavba území sestává z nivních sedimentů, splachů, pleistocenních vátých písků a písečných dun. V katastrálním území obce se nacházejí ložiska ropy, zemního plynu a slévárenských písků.

### Vodstvo a klimatické poměry
Katastr obce odvodňuje řeka Uh, pramení pod Užockým průsmykem na Ukrajině a u obce Stretavka ústí do Laborce. Blízko Pavlovců se nachází říční jezero Ortová, jehož hladina stoupá a klesá v závislosti na toku řeky. Na základě mapy z roku 1863 víme, že v minulosti se v katastrálním území obce nacházelo minimálně sedm vodních ploch, které místní nazývali jezery. Území se vyznačuje bohatstvím podzemních vod.
Východoslovenská nížina má subkontinentální klima s ročním úhrnem srážek 530 až 650 mm, se zimami nad -3 °C až -5 °C. Průměrná teplota v obci se pohybuje okolo 9 °C.

### Přírodní rezervace
V katastrálním území obce je přírodní rezervace Ortov.

## Dějiny
Po pádu Velkomoravské říše se oblast Zemplínsko-užské nížiny stala po dobu následujících téměř tisíc let součástí Uherska. Toto území bylo postupně ve třech etapách osidlováno Maďary, kteří se vmísili mezi původní slovansko-slovenské obyvatelstvo. Na příhraničních územích mladého Uherska začaly vznikat nové strážní osady strategického významu.
Podle profesora Ferdinanda Uličného Pavlovce nad Uhom vznikly usazením strážních hlídek Plavců (rusky Polovci). Zajetí Plavci byli nuceni vykonávat strážní službu. Název Pavlovce resp. Plavce však obci nedali Plavci, ale slovenský obyvatelé a maďarská šlechta, následným pomaďarčením a poslovenštěním v průběhu času.
Podle jiné teorie (jazykovědec Jan Stanislav) název obce vznikl od tehdy oblíbeného slovanského jména- Pavel.
První písemná zmínka o obci pochází z roku 1327 z darovací listiny krále Roberta z Anjou, kterou král potvrdil darování obce Pavlovce Petrovi zvanému Tuz.
Za zásluhy bratrů Matouše II. z Pavlovců (? -1437) a Juraje z Pavlovců (? - 10. 4. 1439, Ostřihom), členem vládnoucího rodu pánů z Pavloviec (de Palócz), se král Zikmund oběma bratrům odvděčil. V roce 1417 potvrdil jejich dědičné majetky. Pavlovce se v 15. a 16. století staly centrem panství Pavlovce sestávajícího z vesnic Bežovce, Blatná Polianka, Čabraď (při Bežovce), Chyzzer (při Bajan), Kapušianske Kľačany, Iňačovce, Rebrín, Senné, Tašuľa a Záhor. Peter Tuz, případně jeho synové, nechali v Pavlovcích postavit středověké rodové sídlo, které se později vyvinulo v opevněný zámeček, zmiňovaný jako "castellorum Palocz". Hradní zříceniny by se měly nacházet v západní části místního parku. Později, v roce 1429, bratrem připadl majetek panství Blatný Potok (Sárospatak). Rod pánů z Pavloviec vymřel po meči pádem Antona z Pavloviec (? -29.8.1526) v bitvě u Moháče roku 1526, novými pány Pavlovců se staly Dobóovci z Ruska (Dobó de Ruzska).
Uhersko se v 17. století neslo ve znamení reformace, protitureckých válek a protihabsburských povstání, které měly dopad na zdejší obyvatele v podobě zimujících armád a tvrdých daní. Po změně vlastnických poměrů obec přešla do držby Mikuláše Forgáče, aby byla později, roku 1670, rozdrobena mezi několik zeměpánů, např. Juraje a Imricha Horvátovce (Horváthovci) z Pavlovců.
Po Satmárskom míru roku 1711 byli Rákocziho přívrženci nuceni pod hrozbou exilu nebo ztráty majetků přísahat věrnost panovníkovi. To byl i případ dvou zeměpánů Františka Barkóciho a Jiřího Horváta, kterým patřily usedlosti v Pavlovcích.
Ťahyňa (maďarsky Tegenye) byla v letech 1920 až 1948 uváděna jako Tegeňa. V roce 1958 zde byl  z komárů Aedes vexans a Aedes caspius izolován virus, který byl podle místa zjištění nazván Ťahyňa ( zkratka TAHV).

## Kultura a zajímavosti

### Památky
- Římskokatolicky kostel sv. Jana Křtitele, jednolodní barokně-klasicistická stavba s polygonálním ukončením presbytáře a věží z roku 1793. Stojí na místě staršího středověkého kostela, který je doložen již ve 13. století. V roce 1843 prošel úpravami, byly realizovány figurální nástěnné malby s vyobrazením pavlovského kostela a ostřihomské baziliky na vítězném oblouku. Interiér je zaklenut pruskými klenbami. Na jižní straně je umístěna triaxiální empora s varhanami, ke které vedou točité schody. V prostoru nad sakristií se nachází oratorium, místo v minulosti vyhrazené pro patrony kostela. V pravé části vítězného oblouku se nachází dřevěný klasicistní oltář z období kolem roku 1800[15] s novodobou sochou Božského srdce a v levé se dochovala původní dřevěná klasicistní kazatelna s kónickou konzolí řečniště s baldachýnem. Fasády kostela jsou členěny lizénami a půlkruhově ukončenými okny se šambránami dekorovanými klenáky a přepásáním. Věž vyrůstá ze štítového průčelí s pilastry dekorovanými volutami. Věž má nárožní zaoblení, je lemována pilastry a ukončena korunní římsou s terčíkem s hodinami a barokní helmicí s laternou. Na průčelí jsou umístěny dvě niky se sochami Ježíše Krista a Neposkvrněného Srdce Panny Marie.

- Kaple sv. Jana Nepomuckého, neoklasicistní stavba z roku 1899. V kapli je umístěna pozdně barokní socha světce z druhé poloviny 18. století. Podle mapy Pavlovců z roku 1863 socha původně stála jižně od parku. Podoba pískovcové sochy vychází z předlohy zhotovené Janem Brokoffem původně umístěné na Karlově mostě. Vyobrazený oděv sochy sestává z kněžské rochety a biretu, protože sv. Jan Nepomucký byl generálním vikářem a tedy i knězem. Polychromovaná socha světce stojící na krychlovém podstavci drží v pravé ruce na hrudi položený kříž s korpusem a ve druhé, podél těla spuštěné ruce, palmovou větvičku.

- Anglický krajinářský park, park bývalého zámečku o rozloze 19,89 ha z poloviny 19. století. Vstup do parku je situován od centra obce. V parku se nacházejí dvě hřiště, amfiteátr s pódiem a promítací zděnou kabinou, areál speciální základní školy a chátrající areál pohostinského zařízení známý jako letní. V západní části, uprostřed močálu, se nachází násep mezi místními nazývaný Hurka. V parku lze nalézt mimo jiné i tyto druhy dřevin: dub, lípa, javor, habr, jasan, platan, jírovec, hloh, střemcha, líska, ptačí zob, moruše, bez černý, jilm, vrba a břečťan. V parku se původně nacházel zahradní pavilon. Byl situován na severní hranici parku a odděloval ho od zahradní části. Postaven byl v empírovém stylu s obdélníkovým půdorysem o rozměrech 40x14 m.

- Panská jízdárna, lidově nazývaná rajčuľňa, jednopodlažní neoklasicistní stavba na půdorysu obdélníku z konce 19. století. Fasády jízdárny jsou členěny lizénami a nárožními štíty.

- Řeckokatolický kostel Nejsvětější Trojice v části Ťahyňa, jednolodní neoklasicistní stavba s půlkruhovým ukončením presbytáře a věží z první poloviny 90. let 19. století.[16] Fasády chrámu jsou členěny pilastry a půlkruhově ukončenými okny. Věž má nárožní zaoblení, členěná je lizénami.

- Židovský hřbitov, nachází se přibližně 1,5 km jižně od obce směrem na Veľké Kapušany na vyvýšenině při lužním lese, obklopený obráběným polem. Většina náhrobků je zhotovena z pískovce. Hřbitov není udržován, je zarostlý dřevinami a není evidován jako kulturní památka. V Pavlovcích se v minulosti kromě hřbitova nacházela i židovská modlitebna a mikve.

- V obci původně stál barokně-klasicistní zámeček Barkóciovců, dvoupodlažní bloková stavba s nárožními věžemi z 18. století. Čtyři křídla a čtyři věže údajně představovaly čtyři roční období, dvanáct komínů dvanáct měsíců v roce, padesát tři místností padesát tři týdnů, tři sta šedesát pět oken a dveří tři sta šedesát pět dní v roce. Zámeček se nacházel v centru obce, přibližně 100 m jižně od kostela a 40 m západně od současné hlavní cesty. Zámeček byl po druhé světové válce po přechodu fronty značně poškozen a tak byl v padesátých letech zbourán.[15] Stavební materiál si rozebrali místní obyvatelé.

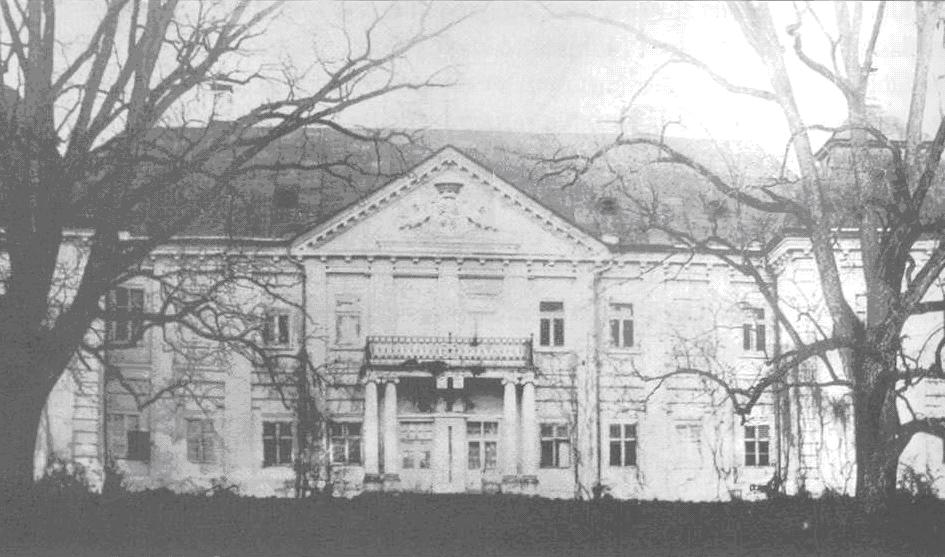
Bývalý barkóciovský zámeček